# Den tørstige digter
Den Tørstige Digter er Jokerens tredje soloalbum. Det udkom i 2009.

## Trackliste
1. . "Respekt"
2. . "Gå Væk" (Feat. Blæs Bukki)
3. . "Den Tørstige Digter" (Feat. Yepha)
4. . "Battler Med Spøgelser"
5. . "Sig Ja" (Feat. Joey Moe)
6. . "Wauw"
7. . "Blomster På Fortorvet" (Feat. Ataf)
8. . "Giftig"
9. . "Junkiegøglercircusliv"
10. . "Den Eneste Anden"
11. . "Mere Monitor"
12. . "Rovdyr" (Feat. Cas)
13. . "Hvad Far Siger" (Feat. Peter Belli)
14. . "Viva La Recension" (Feat. Pato Siebenhaar)